# Psiloderces fredstonei
Espèce
Psiloderces fredstonei est une espèce d'araignées aranéomorphes de la famille des Psilodercidae.

## Distribution
Cette espèce est endémique de la province de Saraburi en Thaïlande,. Elle se rencontre dans la grotte Tham Thap Kwang.

## Description
La carapace du mâle holotype mesure 1,1 mm de long sur 1,0 mm et l'abdomen 1,2 mm de long.

## Étymologie
Cette espèce est nommée en l'honneur de Fred D. Stone.

## Publication originale
- Deeleman-Reinhold, 1995 : The Ochyroceratidae of the Indo-Pacific region (Araneae). The Raffles Bulletin of Zoology Supplement, no 2, p. 1-103 (texte intégral).